# Charles Dawson
Pour les articles homonymes, voir Dawson.
Charles Dawson, né le 11 juillet 1864 à Preston et mort le 10 août 1916 à Lewes, est un avocat, régisseur et archéologue amateur anglais, qui « découvrit » l'Homme de Piltdown vers 1908. Il est généralement considéré comme l'auteur de cette fraude archéologique.

## Biographie
Charles Dawson est le fils d'un avocat qui s'est installé sur la côte du Sussex, à Saint Leonards. Ayant lui-même suivi une formation juridique, il exerce le métier de conseiller juridique (solicitor) à Londres, puis à Uckfield. En 1898, il devient régisseur (stewart) du domaine de Barkham manor, près de Piltdown.
Marié en 1905 à Helene Postlethwaite, Dawson avait été admis très tôt à la Société géologique de Londres, en 1885, en même temps que Smith Woodward, lui aussi âgé de 21 ans. En 1892, il adhère à la Société archéologique du Sussex, basée à Lewes, mais ses rapports avec la société savante locale vont se détériorer. Il avait fait du local de la société sa demeure personnelle.
Archéologue amateur, Dawson a multiplié les découvertes, au point d'être surnommé « le sorcier du Sussex ». En 1909, il publie une étude faisant autorité sur le château de Hastings. Il meurt d'une septicémie en 1916.

## Découverte de l'Homme de Piltdown
À l'été 1908, Dawson se promenait sur une route, près de Piltdown, il remarqua que la route avait été réparée avec du gravier rougeâtre, susceptible d'être fossilifère. Il demanda aux ouvriers si on avait trouvé des ossements dans la carrière et souhaita qu'on le prévînt dans ce cas.
Peu après, un ouvrier lui apporta un fragment d'os plat, rougeâtre comme les graviers ; Charles Dawson reconnut un morceau de crâne humain. Durant les trois années qui suivirent, il fouilla les déblais et trouva quelques fragments supplémentaires. En février 1912, Dawson annonça au paléontologue Arthur Smith Woodward, président de la Société de géologie de Londres et conservateur du département d'histoire naturelle au Musée d'histoire naturelle de Londres, qu'il avait trouvé des fragments d'un crâne humain particulièrement intéressants.
Selon les calculs de Smith Woodward, le cerveau de l'Homme de Piltdown mesurait 1 070 cm3, ce qui en fait un ancêtre plausible de l'homme moderne, alors que la mandibule a un caractère simien marqué. Cette association d'un crâne développé et d'une mandibule archaïque serait le « chaînon manquant » attendu depuis Darwin entre les grands singes et l'homme. D'autre part, l'Homme de Piltdown permet à l'Angleterre de combler son retard sur le continent européen en matières d'ossements préhistoriques puisqu'il serait plus ancien que l'Homme de Néandertal. Le 18 décembre 1912, la découverte est annoncée conjointement par Smith Woodward et Dawson à la Société géologique de Londres, et le nouvel hominidé reçoit le binom Eoanthropus dawsoni (Homme de l'aurore de Dawson).
Dawson a signalé à Smith Woodward la découverte de nouveaux ossements d'Eoanthropus, dans la même région du Sussex. En fait, les ossements découverts à Barkham manor associaient un crâne humain médiéval et une mâchoire d'orang-outan, habilement maquillés.

## Faussaire?
Depuis la révélation en 1953 de la falsification des ossements de Piltdown par Kenneth Oakley, Joseph Sidney Weiner et Wilfrid Le Gros Clark, Dawson apparaît comme le premier suspect, bien que d'autres noms aient été avancés. Miles Russell a étudié la collection des trouvailles de Dawson et il a identifié 38 faux, dont les ossements du Plagiaulax dawsoni, de l'Iguanodon dawsoni, et les briques estampées d'Anderitum, près de Pevensey.
Selon Guy van Esbroeck, le faussaire de Piltdown serait William Ruskin Butterfield (1872-1935), directeur du musée de Hastings, qui aurait voulu piéger Dawson, avec la complicité de l'ouvrier Venus Hargreaves. 